# スマイルジャック
スマイルジャック（欧字名:Smile Jack、2005年3月8日 - ）は、日本の競走馬、種牡馬。主な勝ち鞍に2008年のスプリングステークス、2009年の関屋記念、2011年の東京新聞杯。
馬名の意味は、「笑顔（スマイル）を独占（ジャック）できるように」。この馬名は、新潟ローカルの情報番組『スマイルスタジアムNST』の一企画である「競走馬命名プロジェクトII」によって決められた名前である。

## 経歴

### 2歳
2007年9月1日、新潟競馬場の新馬戦がデビュー戦となり柴田善臣が騎乗して2番人気に支持され、競走では2着となったドリームガードナーに1馬身半差をつけ初勝利を挙げた。続く格上挑戦で挑んだ9月29日の芙蓉ステークスでは、騎乗予定だった柴田善臣が同日第1レースで落馬して負傷を負ったため急遽小林淳一に乗り替わったものの1番人気に支持されたが、競走ではフォーチュンワードにハナ差で敗れ2着だった。10月20日のいちょうステークスでは柴田善臣が療養中のため田中勝春に乗り替わりまたも1番人気に支持されたが、競走ではアロマキャンドルにクビ差で敗れまたも2着だった。重賞初挑戦となった東京スポーツ杯2歳ステークスでは柴田善臣が復帰して新馬戦以来の騎乗を果たし、レースでは5番人気で3着に入った。なお競走後は放牧に出された。

### 3歳
2008年1月初旬に美浦トレーニングセンターに帰厩し、1月26日に自己条件の若竹賞（500万下）で実戦復帰を果たし、競走では1番人気に支持されたが3着だった。続く2月17日のきさらぎ賞では小牧太が騎乗し5番人気で2着に入りオープン馬となった。そして3月23日のスプリングステークスでは6番人気だったが、レースではスタート直後にいったん先頭に立ったものの2番手でレースを進め、最後の直線で逃げていたショウナンアルバを交わしそのまま先頭でゴールして重賞初勝利を挙げ、皐月賞の優先出走権を獲得した。父タニノギムレットも2002年に同レースを制しており、父仔制覇を成し遂げた。そして4月20日の皐月賞に出走したが、4番人気に支持され、好位でレースを進めるも直線で伸びを欠いてキャプテントゥーレの9着に敗れた。
続くクラシック第2戦、父仔2代制覇、前年のウオッカに続くタニノギムレット産駒の連覇を目指した東京優駿では12番人気と皐月賞での敗戦などで大きく人気を落としていた。道中は逃げ馬を見ながら好位でレースを進め、直線では一旦完全に抜け出し後続を突き放しにかかったが、ラスト100mあたりで大外から一気に強襲したディープスカイにかわされ2着となった。低評価を覆しての好走で、この結果3連単は20万馬券という高配当となった。秋は菊花賞トライアルの神戸新聞杯から始動。しかし、9着に敗れた。そして迎えた本番、菊花賞。レースでは先行集団に位置し、4コーナーでまくって先頭に立つがその後失速し、16着に敗れた。その後は菊花賞から大幅な距離短縮となった初の古馬との対戦マイルチャンピオンシップでは岩田康誠に乗り替わったが11着に敗れた。

### 4歳
4歳となった2009年は1月31日の東京新聞杯から始動、9番人気と低評価だったが、最後の直線で馬場の内側から追い込んで3着と好走した。
4月18日のマイラーズカップでも前走同様9番人気だったが、レースでは先行してゴール前でスーパーホーネットとカンパニーに交わされたものの3着に入った。
5月16日の京王杯スプリングカップでは1番人気に推されたが、第3コーナーで不利を受けたのが響いて7着に敗れた。
6月7日の安田記念では後方からレースを進めたが、最後の直線でつまずいて9着に終わった。
暫く間を空けて8月9日の関屋記念に出走。新潟の長い直線で脚を溜め、一度は抜け出したキャプテントゥーレ（2008年皐月賞馬）を捉えると、武豊騎乗のヒカルオオゾラの追撃を抑えて1位入線。騎乗した三浦皇成に重賞2勝目をもたらした。
10月11日の毎日王冠では中団からレースを進めるも直線で伸び切れず7着に終わった。本番の天皇賞（秋）では終始後方のまま11着と大敗した。続くマイルチャンピオンシップでは6着に終わった。

### 5歳
明け5歳となった2010年は前年同様東京新聞杯から始動、中団からレースを進めるも伸びあぐねて7着に敗れた。続く3月21日の六甲ステークスでは道中中団追走から直線で外に持ち出すと、逃げるタマモナイスプレイをゴール手前で捕らえて勝利した。4月17日のマイラーズカップに1番人気で出走、好位中団からレースを進めるも伸び切れずリーチザクラウンの5着に終わった。6月6日の安田記念では中団グループ待機から最後の直線で馬場の内側から追い込んでくるも届かずショウワモダンの3着に敗れた。
夏場の休養を挟んで、秋緒戦は10月10日の毎日王冠。3・4番手追走から脚を伸ばしてくるも4着だった。10月31日の天皇賞（秋）では好位追走も伸び切れず8着に敗れた。11月21日のマイルチャンピオンシップでは騎乗予定だった三浦皇成が前日に落馬負傷したため川田将雅に乗り替わって出走、3番手追走も直線で伸び切れず6着だった。

### 6歳
明け6歳の緒戦は3年連続となる東京新聞杯。レースは3・4番手追走から直線で先頭に立つとその外から追い込んできたキングストリートをハナ差抑えて2009年関屋記念以来となる重賞3勝目を挙げた。続くマイラーズカップ中団後方からレースを進め、最後の直線で出走馬中最速の上りを出すも伸び切れず6着。安田記念では後方待機から最後の直線で外から追い込んできたがリアルインパクトの3着だった。夏場の休養を挟んで、秋緒戦のマイルチャンピオンシップでは後方からレースを進めたが11着に終わった。続く阪神カップでは終始後方のまま15着と大敗した。

### 7歳 - 8歳
明け7歳の緒戦は4年連続で東京新聞杯。中団からレースを進めたが直線で伸びず16着。続く初のダート戦となったフェブラリーステークスでは終始後方のまま14着と大敗した。安田記念は最後方から追い上げるも8着。宝塚記念は先行したが15着と大敗した。関屋記念は後方から追い上げてくるも6着に終わった。その後は京成杯AH2着を最後に惨敗が続き、2013年9月19日付けでJRA競走馬登録を抹消され、川崎の山崎尋美厩舎に移籍した。移籍初戦のマイルグランプリ、次戦の浦和のゴールドカップともに10着だった。

### 9歳
年明け初戦となった2014年1月8日の船橋記念（ダート1000m）は的場文男に手替わり、スタートで出遅れ最後方からの競馬となったが、内目を追い上げて5着だった。続くマイル戦の馬事畜産振興協議会杯は、山崎誠士の手綱で同じく最後方からの競馬だったが伸びず7着だった。4月29日に行われたかきつばた記念では最後方からの競馬で見せ場なく11着に終わった。10月28日、引退が発表された。引退後は北海道で余生を過ごす予定だったが、アロースタッドでの種牡馬入りが決まった。

## 引退後
2015年よりアロースタッドで種牡馬入りしたが、繁殖牝馬を集められず、2016年の種付けシーズンをもって種牡馬を引退し乗馬になることになった。その後、東京農工大学馬術部にて咲風（えみかぜ）の名前で所属していた。
2020年に北海道のベーシカル・コーチング・スクールに移動。2021年から引退名馬繋養展示事業の対象馬となっている。

## 競走成績
| 競走日      | 競馬場 | 競走名               | 格      | 距離（馬場）  | 頭 数 | 枠 番 | 馬 番 | オッズ （人気） | 着順 | タイム （上り3F） | 着差 | 騎手             | 斤量   | 1着馬（2着馬）         |
| ----------- | ------ | -------------------- | ------- | ------------- | ----- | ----- | ----- | --------------- | ---- | ----------------- | ---- | ---------------- | ------ | ---------------------- |
| 2007.09.01  | 新潟   | 2歳新馬              |         | 芝1600m（良） | 13    | 6     | 8     | 002.9（02人）   | 01着 | 1:36.7 (33.4)     | -0.2 | 柴田善臣         | 54kg   | （ドリームガードナー） |
| 0000.09.29  | 中山   | 芙蓉S                | OP      | 芝1600m（良） | 9     | 8     | 9     | 002.1（01人）   | 02着 | 1:36.6 (35.1)     | -0.0 | 小林淳一         | 54kg   | フォーチュンワード     |
| 0000.10.20  | 東京   | いちょうS            | OP      | 芝1600m（良） | 10    | 8     | 10    | 001.9（01人）   | 02着 | 1:36.2 (34.1)     | -0.0 | 田中勝春         | 55kg   | アロマキャンドル       |
| 0000.11.17  | 東京   | 東京スポーツ杯2歳S   | JpnIII  | 芝1800m（良） | 15    | 5     | 9     | 009.7（05人）   | 03着 | 1:47.6 (34.5)     | -0.2 | 柴田善臣         | 55kg   | フサイチアソート       |
| 2008.01.26  | 中山   | 若竹賞               | 500万下 | 芝1800m（良） | 14    | 5     | 8     | 001.8（01人）   | 03着 | 1:49.4 (36.7)     | -0.3 | 柴田善臣         | 56kg   | ショウナンアルバ       |
| 0000.02.17  | 京都   | きさらぎ賞           | JpnIII  | 芝1800m（良） | 15    | 7     | 12    | 012.8（05人）   | 02着 | 1:48.9 (35.0)     | -0.1 | 小牧太           | 56kg   | レインボーペガサス     |
| 0000.03.23  | 中山   | スプリングS          | JpnII   | 芝1800m（良） | 16    | 2     | 3     | 014.1（06人）   | 01着 | 1:48.9 (35.4)     | -0.0 | 小牧太           | 56kg   | （フローテーション）   |
| 0000.04.20  | 中山   | 皐月賞               | JpnI    | 芝2000m（良） | 18    | 1     | 2     | 011.4（04人）   | 09着 | 2:02.6 (35.8)     | -0.9 | 小牧太           | 57kg   | キャプテントゥーレ     |
| 0000.06.01  | 東京   | 東京優駿             | JpnI    | 芝2400m（良） | 18    | 4     | 7     | 049.2（12人）   | 02着 | 2:26.9 (35.5)     | -0.2 | 小牧太           | 57kg   | ディープスカイ         |
| 0000.09.28  | 阪神   | 神戸新聞杯           | JpnII   | 芝2400m（良） | 18    | 6     | 11    | 008.1（04人）   | 09着 | 2:26.1 (36.4)     | -0.8 | 小牧太           | 56kg   | ディープスカイ         |
| 0000.10.26  | 京都   | 菊花賞               | JpnI    | 芝3000m（良） | 18    | 5     | 10    | 007.8（03人）   | 16着 | 3:08.9 (38.4)     | -3.2 | 小牧太           | 57kg   | オウケンブルースリ     |
| 0000.11.23  | 京都   | マイルCS             | GI      | 芝1600m（良） | 18    | 7     | 15    | 026.1（08人）   | 11着 | 1:33.2 (34.9)     | -0.6 | 岩田康誠         | 56kg   | ブルーメンブラット     |
| 2009.01.31  | 東京   | 東京新聞杯           | GIII    | 芝1600m（不） | 16    | 1     | 2     | 017.0（09人）   | 03着 | 1:37.4 (37.2)     | -0.5 | 岩田康誠         | 56kg   | アブソリュート         |
| 0000.04.18  | 阪神   | マイラーズC          | GII     | 芝1600m（良） | 10    | 8     | 10    | 028.4（09人）   | 03着 | 1:33.9 (33.4)     | -0.0 | 岩田康誠         | 57kg   | スーパーホーネット     |
| 0000.05.16  | 東京   | 京王杯スプリングC    | GII     | 芝1400m（良） | 18    | 4     | 8     | 004.7（01人）   | 07着 | 1:20.9 (33.7)     | -0.3 | 田中勝春         | 57kg   | スズカコーズウェイ     |
| 0000.06.07  | 東京   | 安田記念             | GI      | 芝1600m（良） | 18    | 1     | 2     | 030.0（05人）   | 09着 | 1:34.7 (36.4)     | -1.2 | 岩田康誠         | 58kg   | ウオッカ               |
| 0000.08.09  | 新潟   | 関屋記念             | GIII    | 芝1600m（稍） | 18    | 7     | 13    | 004.7（02人）   | 01着 | 1:32.7 (32.5)     | -0.2 | 三浦皇成         | 56kg   | （ヒカルオオゾラ）     |
| 0000.10.11  | 東京   | 毎日王冠             | GII     | 芝1800m（良） | 11    | 6     | 7     | 011.5（03人）   | 07着 | 1:46.1 (33.8)     | -0.8 | 三浦皇成         | 57kg   | カンパニー             |
| 0000.11.01  | 東京   | 天皇賞（秋）         | GI      | 芝2000m（良） | 18    | 6     | 11    | 069.7（13人）   | 11着 | 1:58.4 (33.7)     | -1.2 | 三浦皇成         | 58kg   | カンパニー             |
| 0000.11.22  | 京都   | マイルCS             | GI      | 芝1600m（良） | 18    | 3     | 5     | 010.3（04人）   | 06着 | 1:33.6 (33.6)     | -0.4 | 三浦皇成         | 57kg   | カンパニー             |
| 2010.01.30  | 東京   | 東京新聞杯           | GIII    | 芝1600m（良） | 16    | 3     | 5     | 006.6（04人）   | 07着 | 1:32.8 (33.6)     | -0.7 | 三浦皇成         | 57kg   | レッドスパーダ         |
| 0000.03.21  | 阪神   | 六甲S                | OP      | 芝1600m（良） | 16    | 8     | 15    | 004.5（02人）   | 01着 | 1:34.2 (34.4)     | -0.3 | 三浦皇成         | 58kg   | （タマモナイスプレイ） |
| 0000.04.17  | 阪神   | マイラーズC          | GII     | 芝1600m（良） | 18    | 4     | 9     | 004.5（01人）   | 05着 | 1:33.2 (34.0)     | -0.3 | 三浦皇成         | 57kg   | リーチザクラウン       |
| 0000.06.06  | 東京   | 安田記念             | GI      | 芝1600m（良） | 18    | 1     | 2     | 010.5（05人）   | 03着 | 1:31.8 (34.3)     | -0.1 | 三浦皇成         | 58kg   | ショウワモダン         |
| 0000.10.10  | 東京   | 毎日王冠             | GII     | 芝1800m（稍） | 10    | 8     | 9     | 006.3（03人）   | 04着 | 1:46.8 (35.3)     | -0.4 | 三浦皇成         | 57kg   | アリゼオ               |
| 0000.10.31  | 東京   | 天皇賞（秋）         | GI      | 芝2000m（稍） | 18    | 3     | 6     | 055.4（13人）   | 08着 | 1:59.4 (35.4)     | -1.2 | 三浦皇成         | 58kg   | ブエナビスタ           |
| 0000.11.21  | 京都   | マイルCS             | GI      | 芝1600m（良） | 18    | 1     | 2     | 011.9（05人）   | 06着 | 1:32.1 (35.2)     | -0.3 | 川田将雅         | 57kg   | エーシンフォワード     |
| 2011.02.06  | 東京   | 東京新聞杯           | GIII    | 芝1600m（良） | 16    | 8     | 15    | 011.5（05人）   | 01着 | 1:32.5 (33.9)     | -0.0 | 三浦皇成         | 57kg   | （キングストリート）   |
| 0000.04.17  | 阪神   | マイラーズC          | GII     | 芝1600m（良） | 18    | 5     | 9     | 007.4（05人）   | 06着 | 1:32.8 (33.0)     | -0.5 | 三浦皇成         | 57kg   | シルポート             |
| 0000.06.05  | 東京   | 安田記念             | GI      | 芝1600m（良） | 18    | 2     | 3     | 009.8（03人）   | 03着 | 1:32.1 (33.7)     | -0.1 | 三浦皇成         | 58kg   | リアルインパクト       |
| 0000.11.20  | 京都   | マイルCS             | GI      | 芝1600m（稍） | 18    | 5     | 10    | 042.8（13人）   | 11着 | 1:34.7 (35.1)     | -0.8 | 三浦皇成         | 57kg   | エイシンアポロン       |
| 0000.12.17  | 阪神   | 阪神カップ           | GII     | 芝1400m（良） | 18    | 6     | 12    | 019.8（07人）   | 15着 | 1:21.9 (35.6)     | -1.4 | I.メンディザバル | 57kg   | サンカルロ             |
| 2012.02.05  | 東京   | 東京新聞杯           | GIII    | 芝1600m（良） | 16    | 6     | 11    | 027.9（10人）   | 16着 | 1:35.6 (36.0)     | -2.8 | 横山典弘         | 58kg   | ガルボ                 |
| 0000.02.19  | 東京   | フェブラリーS        | GI      | ダ1600m（良） | 16    | 2     | 4     | 188.1（14人）   | 14着 | 1:38.1 (38.0)     | -2.7 | 丸山元気         | 57kg   | テスタマッタ           |
| 0000.06.03  | 東京   | 安田記念             | GI      | 芝1600m（良） | 18    | 3     | 6     | 091.0（18人）   | 08着 | 1:32.0 (33.7)     | -0.7 | 丸山元気         | 58kg   | ストロングリターン     |
| 0000.06.24  | 阪神   | 宝塚記念             | GI      | 芝2200m（良） | 16    | 3     | 5     | 159.2（15人）   | 15着 | 2:16.0 (40.4)     | -5.1 | 田辺裕信         | 58kg   | オルフェーヴル         |
| 0000.08.12  | 新潟   | 関屋記念             | GIII    | 芝1600m（良） | 18    | 3     | 5     | 014.9（07人）   | 06着 | 1:32.0 (32.4)     | -0.5 | 田辺裕信         | 58kg   | ドナウブルー           |
| 0000.09.09  | 中山   | 京成杯オータムH      | GIII    | 芝1600m（良） | 16    | 1     | 1     | 013.6（06人）   | 02着 | 1:30.9 (33.6)     | -0.2 | 田辺裕信         | 57.5kg | レオアクティブ         |
| 0000.10.07  | 東京   | 毎日王冠             | GII     | 芝1800m（良） | 16    | 7     | 14    | 042.4（11人）   | 13着 | 1:46.1 (33.5)     | -1.1 | 田辺裕信         | 56kg   | カレンブラックヒル     |
| 0000.10.20  | 東京   | 富士S                | GIII    | 芝1600m（良） | 18    | 7     | 14    | 029.6（11人）   | 07着 | 1:32.7 (33.8)     | -0.3 | 田辺裕信         | 57kg   | クラレント             |
| 0000.11.25  | 東京   | キャピタルS          | OP      | 芝1600m（良） | 18    | 7     | 15    | 011.7（03人）   | 08着 | 1:32.6 (33.6)     | -0.5 | 内田博幸         | 57kg   | ヤマニンウイスカー     |
| 2013.02.03  | 東京   | 東京新聞杯           | GIII    | 芝1600m（良） | 16    | 3     | 6     | 087.6（13人）   | 07着 | 1:33.6 (33.6)     | -0.7 | 田辺裕信         | 59kg   | クラレント             |
| 0000.02.24  | 中山   | 中山記念             | GII     | 芝1800m（良） | 15    | 4     | 7     | 030.3（09人）   | 07着 | 1:47.8 (35.7)     | -0.5 | 田辺裕信         | 56kg   | ナカヤマナイト         |
| 0000.03.31  | 中山   | ダービー卿CT         | GIII    | 芝1600m（良） | 16    | 3     | 6     | 029.4（10人）   | 11着 | 1:33.3 (35.1)     | -0.7 | 田辺裕信         | 57.5kg | トウケイヘイロー       |
| 0000.05.05  | 新潟   | 新潟大賞典           | GIII    | 芝2000m（良） | 16    | 3     | 5     | 056.1（11人）   | 14着 | 1:58.4 (35.1)     | -1.5 | 柴山雄一         | 57kg   | パッションダンス       |
| 0000.06.02  | 東京   | 安田記念             | GI      | 芝1600m（良） | 18    | 3     | 5     | 184.0（18人）   | 15着 | 1:32.5 (33.5)     | -1.0 | 田辺裕信         | 58kg   | ロードカナロア         |
| 0000.08.24  | 函館   | エルムS              | GIII    | ダ1700m（重） | 13    | 8     | 13    | 084.8（08人）   | 13着 | 1:45.7 (39.1)     | -3.7 | 丸山元気         | 57kg   | フリートストリート     |
| 0000.09.08  | 中山   | 京成杯オータムH      | GIII    | 芝1600m（良） | 14    | 8     | 14    | 147.8（14人）   | 13着 | 1:33.3 (34.6)     | -1.5 | 吉田豊           | 57kg   | エクセラントカーヴ     |
| 0000.11.06  | 大井   | マイルグランプリ     | SII     | ダ1600m（重） | 16    | 3     | 5     | 016.9（06人）   | 10着 | 1:41.9 (40.2)     | -2.3 | 山崎誠士         | 59kg   | トーセンアドミラル     |
| 0000.12.11  | 浦和   | ゴールドC            | SIII    | ダ1500m（稍） | 12    | 5     | 5     | 030.9（07人）   | 10着 | 1:36.3 (39.8)     | -1.6 | 山崎誠士         | 58kg   | ジョーメテオ           |
| 2014.01.08  | 船橋   | 船橋記念             | SIII    | ダ1000m（良） | 13    | 4     | 4     | 035.4（08人）   | 05着 | 1:00.2 (36.3)     | -0.7 | 的場文男         | 57kg   | ナイキマドリード       |
| 0000.02.13  | 船橋   | 馬事畜産振興協議会杯 | OP      | ダ1600m（重） | 8     | 8     | 8     | 007.4（04人）   | 07着 | 1:45.3 (40.5)     | -2.5 | 山崎誠士         | 57kg   | ジュウクリュウオウ     |
| 0000.02.26  | 大井   | フジノウェーブ記念   | SIII    | ダ1400m（良） | 15    | 1     | 1     | 064.9（10人）   | 13着 | 1:27.8 (38.1)     | -2.7 | 町田直希         | 59kg   | ジェネラルグラント     |
| 0000.04.1   | 大井   | '14ブリリアントC     | 準重賞  | ダ2000m（稍） | 15    | 1     | 1     | 058.9（11人）   | 15着 | 2:10.9 (42.2)     | -6.2 | 山崎誠士         | 57kg   | サミットストーン       |
| 0000.04.29  | 名古屋 | かきつばた記念       | JpnIII  | ダ1400m（不） | 12    | 5     | 6     | 123.9（07人）   | 11着 | 1:29.0 (37.7)     | -1.8 | 楢崎功祐         | 58kg   | タガノジンガロ         |
| 0000.08.20  | 川崎   | スパーキングサマーC  | SIII    | ダ1600m（良） | 13    | 6     | 10    | 055.9（09人）   | 12着 | 1:45.7 (42.0)     | -5.0 | 山崎誠士         | 58kg   | トーセンアレス         |
| 0000.09.28  | 盛岡   | OROカップ            | 重賞    | 芝1700m（良） | 14    | 3     | 3     | 015.6（06人）   | 08着 | 1:46.0 (36.4)     | -1.2 | 山崎誠士         | 57kg   | シルクアーネスト       |
| 0000.010.25 | 盛岡   | OROターフスプリント  | 重賞    | 芝1000m（良） | 13    | 4     | 5     | 011.9（06人）   | 10着 | 1:00.1 (35.4)     | -1.9 | 山崎誠士         | 57kg   | ダブルスパーク         |

## 血統表
| スマイルジャックの血統（ロベルト系 / Hail to Reason 4×4=12.50%、Graustark 4×5=9.38%（父内）） | スマイルジャックの血統（ロベルト系 / Hail to Reason 4×4=12.50%、Graustark 4×5=9.38%（父内）） | スマイルジャックの血統（ロベルト系 / Hail to Reason 4×4=12.50%、Graustark 4×5=9.38%（父内）） | （血統表の出典）         | （血統表の出典）  |
| 父 タニノギムレット 1999 鹿毛                                                                 | 父の父* ブライアンズタイム Brian's Time 1985 黒鹿毛                                           | Roberto                                                                                       | Hail to Reason           | Hail to Reason    |
| 父 タニノギムレット 1999 鹿毛                                                                 | 父の父* ブライアンズタイム Brian's Time 1985 黒鹿毛                                           | Roberto                                                                                       | Bramalea                 |                   |
| 父 タニノギムレット 1999 鹿毛                                                                 | 父の父* ブライアンズタイム Brian's Time 1985 黒鹿毛                                           | Kelley's Day                                                                                  | Graustark                | Graustark         |
| 父 タニノギムレット 1999 鹿毛                                                                 | 父の父* ブライアンズタイム Brian's Time 1985 黒鹿毛                                           | Kelley's Day                                                                                  | Golden Trail             |                   |
| 父 タニノギムレット 1999 鹿毛                                                                 | 父の母タニノクリスタル 1988 栗毛                                                              | * クリスタルパレス Crystal Palace                                                             | Caro                     | Caro              |
| 父 タニノギムレット 1999 鹿毛                                                                 | 父の母タニノクリスタル 1988 栗毛                                                              | * クリスタルパレス Crystal Palace                                                             | Hermieres                |                   |
| 父 タニノギムレット 1999 鹿毛                                                                 | 父の母タニノクリスタル 1988 栗毛                                                              | * タニノシーバード                                                                            | Sea-Bird                 | Sea-Bird          |
| 父 タニノギムレット 1999 鹿毛                                                                 | 父の母タニノクリスタル 1988 栗毛                                                              | * タニノシーバード                                                                            | Flaxen                   |                   |
| 母 シーセモア 1998 鹿毛                                                                       | 母の父* サンデーサイレンス Sunday Silence 1986 青鹿毛                                         | Halo                                                                                          | Hail to Reason           | Hail to Reason    |
| 母 シーセモア 1998 鹿毛                                                                       | 母の父* サンデーサイレンス Sunday Silence 1986 青鹿毛                                         | Halo                                                                                          | Cosmah                   |                   |
| 母 シーセモア 1998 鹿毛                                                                       | 母の父* サンデーサイレンス Sunday Silence 1986 青鹿毛                                         | Wishing Well                                                                                  | Understanding            | Understanding     |
| 母 シーセモア 1998 鹿毛                                                                       | 母の父* サンデーサイレンス Sunday Silence 1986 青鹿毛                                         | Wishing Well                                                                                  | Mountain Flower          |                   |
| 母 シーセモア 1998 鹿毛                                                                       | 母の母カイウンテンシ 1987 鹿毛                                                                | マルゼンスキー                                                                                | Nijinsky II              | Nijinsky II       |
| 母 シーセモア 1998 鹿毛                                                                       | 母の母カイウンテンシ 1987 鹿毛                                                                | マルゼンスキー                                                                                | *シル                    |                   |
| 母 シーセモア 1998 鹿毛                                                                       | 母の母カイウンテンシ 1987 鹿毛                                                                | ロマンギャル                                                                                  | *セントクレスピン        | *セントクレスピン |
| 母 シーセモア 1998 鹿毛                                                                       | 母の母カイウンテンシ 1987 鹿毛                                                                | ロマンギャル                                                                                  | サンオーアズサ F-No.15-a |                   |

- 半姉ティンバーランド（父ティンバーカントリー）はフロイラインカップの勝ち馬で、その仔ステファニーランはリリーカップの勝ち馬。
- 祖母カイウンテンシの全兄アエロプラーヌは、ダービーグランプリ、東京王冠賞、川崎記念の勝ち馬。
- 6代母Mabelはヨークシャーオークスの勝ち馬。その子供に、同じくヨークシャーオークスなど重賞を2勝したMay Hillがいる。
- 本馬が属する15号族は勢力が極めて小さくなっており、日本においては本馬がアエロプラーヌ以来の活躍馬となった。